# Bödeháza
Bödeháza is een plaats (község) en gemeente in het Hongaarse comitaat Zala. Bödeháza telt 89 inwoners (2001).